# Atrato (schip, 1911)
De Atrato (Hebreeuws: אטרטו) was een in 1911 gebouwd schip. In 1938 en 1939 deed het onder de vlag van Panama dienst in de Aliyah Bet, de illegale immigratie van Joden naar het Mandaatgebied Palestina.

## Geschiedenis

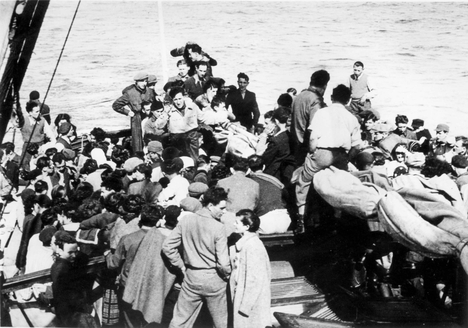
Joodse vluchtelingen aan boord van de Atrato

De Atrato werd in 1911 door de Russische scheepsbouwer Bellino-Fendrich gebouwd. Als de Chernomor diende het als zeesleper in de Russische Marine van 7 juni 1912 tot 1924. Daarna wisselde het een aantal keren van eigenaar en voer het achtereenvolgens in Frankrijk, Algerije en Griekenland.

### In de Aliyah Bet
Onder de goedkope vlag van Panama werd het schip vanaf 25 november 1938 ingezet in de Aliyah Bet. In totaal maakte het zeven reizen naar Palestina, georganiseerd door de HeHalutz en de Mossad Le'Aliyah Bet. Viermaal vervoer het passagiers vanaf Italië en driemaal pikte het Joodse immigranten op vanaf de Colorado. De Atrita wist zes keer ongemerkt voorbij de Britse blokkade voor Palestina te komen met in totaal 2000 immigranten aan boord. Op de zevende reis naar Palestina werd het schip op 28 mei 1939 door de Britten onderschept en werden 430 passagiers gearresteerd.
| Schip    | Organisatie          | Vertrekdatum     | Vanaf       | Resultaat                | Op datum         | Aantal immigranten |
| -------- | -------------------- | ---------------- | ----------- | ------------------------ | ---------------- | ------------------ |
| Atrato   | HeHalutz             | 25 november 1938 | Italië      | geslaagd                 | 30 november 1938 | 300                |
| Atrato   | HeHalutz             | 9 januari 1939   | Italië      | geslaagd                 | 15 januari 1939  | 300                |
| Atrato   | HeHalutz             | 15 februari 1939 | Italië      | geslaagd                 | 20 februari 1939 | 300                |
| Atrato   | HeHalutz             | 7 maart 1939     | Italië      | geslaagd                 | 15 maart 1939    | 378                |
| Atrato   | HeHalutz             | april 1939       | de Colorado | geslaagd                 | 23 april 1939    | 388                |
| Atrato   | HeHalutz             | april 1939       | de Colorado | geslaagd                 | 30 april 1939    | 337                |
| Colorado | Mossad Le'Aliyah Bet | 19 mei 1939      | Joegoslavië | overgestapt op de Atrato | 20 mei 1939      | 379                |
| Atrato   | Mossad Le'Aliyah Bet | 20 mei 1939      | de Colorado | onderschept              | 28 mei 1939      | 430                |

### Latere geschiedenis
Vermoedelijk werd het schip na inbeslagname door de Britten in 1940 aan de voormalige Griekse eigenaar teruggegeven. Op 21 september werd het door de Griekse regering gerekruteerd, waarna het in juni 1941 door de Duitsers in beslag werd genomen. Het diende tijdens de Tweede Wereldoorlog in de Duitse Marine en werd in 1944 tijdens het terugtrekken tot zinken gebracht. In 1946 werd het schip geborgen en gerepareerd. In 1948 werd het schip omgedoopt tot Theoclitos en als passagiersschip gebruikt. Het werd in 1951 gesloopt.